# ديد ريسنج
ديد ريسنج  (بالإنجليزية: Dead Rising)‏ هي لعبة فيديو من نوع رعب البقاء، صدرت في 2006. وهي متوفرة على أجهزة إكس بوكس 360 . اللعبة من تطوير كابكوم وهي من نشر كابكوم.

## موجز القصة
فرانك ويست مصور صحفي تسلل إلى بلدة ويلامت في كولورادو بواسطة مروحية للتحقيق الصحفي بشأن اغلق بلدة من قبل الحرس الوطني فيقوم فرانك بالدخول إلى مول في البلدة ويجد بداخله مجموعة من الاشخاص الناجون محاصرون داخل مول .

## روابط خارجية
- ديد ريسنج على موقع IMDb (الإنجليزية)